# Mama Africa
Mama Africa – czwarty singel senegalskiego rapera Akona z jego drugiego albumu Konvicted (2006). Singel został wysłany do stacji radiowych 15 maja 2007 roku, przed oficjalną premierą w Wielkiej Brytanii 30 lipca 2007 roku. Oficjalny remiks utworu stworzył 50 Cent. Utwór zadebiutował na 47. pozycji w UK Singles Chart. Teledysk do utworu został nakręcony w październiku 2006 r, jednak nigdy nie został oficjalnie wydany.

## Lista utworów
UK CD Single
1. "Mama Africa" - 4:25
2. "Kill The Dance (Got Something For Ya)" (Feat. Kardinal Offishall) - 2:58

European CD Single
1. "Mama Africa" - 4:25
2. "Mama Africa" (Instrumental) - 4:25
3. "Don’t Matter" (Calypso Remix) - 5:38
4. "Don’t Matter" (Calypso Instrumental) - 5:38